# Марков, Моисей Александрович
Моисе́й Алекса́ндрович Ма́рков (30 апреля [13 мая] 1908; Рассказово, Тамбовская губерния — 1 октября 1994; Москва) — советский физик-теоретик.
Академик (с 1966), академик-секретарь Отделения ядерной физики АН СССР (1968—1988), советник президиума РАН (с 1988).

## Биография
Родился в многодетной семье (отец Марков Александр Родионович, мать Устинова Мария Васильевна) в Рассказово Тамбовской губернии.
- 1926—1930 гг. студент физико-математического факультета[2] Московского университета. После окончания университета он был оставлен в аспирантуре.
- До 1934 г. работал в Физическом институте МГУ.
- С 1934 г. работал в Физическом институте АН СССР (ФИАН).
- В 1944 г. защитил диссертацию «О взаимодействии элементарных частиц с полем»[3].
- В 1953 г. избран членом-корреспондентом Академии наук СССР.
- 1956—1962 гг. — работа в Дубне в Объединённом институте ядерных исследований.
- С 1962 г. — работа в ФИАНе.
- В 1966 г. избран действительным членом АН СССР.
- 1967—1988 г. — академик-секретарь Отделения ядерной физики Академии наук СССР.
- 1973—1987 г. — председатель Советского Пагуошского комитета
- Был одним из академиков АН СССР, подписавших в 1973 году письмо учёных в газету «Правда» с осуждением «поведения академика А. Д. Сахарова». В письме Сахаров обвинялся в том, что он «выступил с рядом заявлений, порочащих государственный строй, внешнюю и внутреннюю политику Советского Союза», а его правозащитную деятельность академики оценивали как «порочащую честь и достоинство советского учёного».[1][2]
- Автор научно-фантастической повести «Ошибка физиолога Ню», опубликованной в журнале «Наука и жизнь»
- Умер 1 октября 1994 года. Похоронен на Хованском кладбище в Москве[4].

## Научная деятельность
Основные работы по квантовой механике и физике элементарных частиц. Предложил теорию так называемых нелокализуемых полей в виде некоммутативности поля и координаты (1940). Разработал составную модель элементарных частиц (1953), на основе которой предсказывал возможность возбуждённых состояний адронов (1955). Ему принадлежат фундаментальные исследования по физике нейтрино (1957). Обосновал целесообразность проведения нейтринных экспериментов на больших глубинах под землёй и возможность проведения нейтринных опытов на ускорителях (1958). Впервые выдвинул гипотезу о том, что полные сечения рассеяния лептонов на нуклонах с ростом энергии стремятся к сечениям упругих рассеяний на точечных нуклонах (1963). Выдвинул идею о возможном существовании элементарных частиц предельно больших масс — максимонов (1965), а также фридмонов — частиц с микроскопическими полной массой и размерами, являющихся по своей структуре почти замкнутыми вселенными.
В 1955 году подписал «Письмо трёхсот».
Входил в редколлегию журнала «Теоретическая и математическая физика».
Выступал на общем собрании АН СССР за сохранение единой АН СССР.

## Награды
- Герой Социалистического Труда (12.05.1978)
- четыре ордена Ленина (12.05.1968; 20.07.1971; 17.09.1975; 12.05.1978)
- орден «Знак Почёта» (19.09.1953)
- медали